# Шриланчанска рупија
Шриланчанска рупија (синхалски: රුපියල; тамилски: ரூபாய்) јесте званична валута на Шри Ланци. Рупију издаје Централна банка Шри Ланке. У 2007. години инфлација је износила 2,5%.
Симбол за рупију је ₨ или රු, међународна ознака LKR, а шифра валуте 144. 1 рупија се састоји из 100 цента.
Постоје новчанице у износима 20, 50, 100, 500, 1000 и 2000 рупија и кованице 1, 2, 5, 10, 25 и 50 цента као и 1, 2, 5 и 10 рупија.